# نیروی هوایی قبرس
نیروی هوایی قبرس (یونانی: Διοίκηση Αεροπορίας Κύπρου) نیروی هوایی زیرمجموعه گارد ملی قبرس است، که در سال ۱۹۶۴ تأسیس شد.